# St. John’s Square w Valletcie
St. John's Square (malt. Pjazza San Ġwann, Misraħ San Ġwann, pol. Plac św. Jana) – plac przed frontem katedry św. Jana w Valletcie na Malcie. Mieści się tam kilka kawiarni na świeżym powietrzu, otoczonych przez przyjemne arkady.
Na środku placu, frontem do dziedzińca przed katedrą oraz wejścia do niej, stoi niewielki postument z popiersiem byłego premiera Enrico Mizziego, wykonany w roku 1964 przez Vincenta Apapa (1909—2003).
Chociaż pjazza jest dziś ulubionym miejscem spotkań w sercu barokowej stolicy Malty, jego pochodzenie jest relatywnie świeżej daty. Nie istniał on na oryginalnym planie miasta, wykonanym przez Francesco Laparelliego, architekta Zakonu św. Jana. Przed II wojną światową na tym miejscu stały dwie duże kamienice ze sklepami na parterze. Rozdzielone były wąską uliczką nazywaną Strada San Zaccaria (dziś: Triq San Żakkarija). Jednakże budynki te bardzo ucierpiały skutkiem bombardowań lotniczych podczas wojny. W czasie lat powojennej odbudowy rząd wywłaszczył (mocą prawa) środkowe części obu budynków, aby utworzyć plac, istniejący do dziś.
St. John's Square jest jednym z kilku „zielonych” terenów w Valletcie; rośnie na nim kilka dużych drzew fikusowych, posadzonych wzdłuż fasady katedry w latach 20. XX wieku. Drzewa te uważane są za bardzo ważny "ptasi przystanek" dla pliszki siwej (Motacilla alba), migrującej co roku z europejskich terenów lęgowych, by spędzić zimę nad Morzem Śródziemnym, Bliskim Wschodzie i w północnej Afryce.